# Synagoga w Prabutach
Synagoga w Prabutach – nieistniejąca synagoga, która znajdowała się w Prabutach między obecną ulicą Jagotty i Mikołaja Kopernika.
Synagoga została zbudowana około 1853 roku, możliwe, że na miejscu starej synagogi. Podczas nocy kryształowej z 9 na 10 listopada 1938 roku, bojówki hitlerowskie spaliły synagogę. Po zakończeniu II wojny światowej nie została odbudowana.
Murowany z nieotynkowanej cegły budynek wzniesiono na planie prostokąta w stylu neogotyckim. Na elewacji bocznej znajdowały się trzy okna i drzwi wejściowe zakończone łukowato, które wieńczył gzyms koronujący. Całość nakryta była dachem dwuspadowym, w narożnikach którego znajdowały się sterczyny nakryte daszkiem wieżowym.